# 경헌 조몽정 묘역
경헌 조몽정 묘역은 대한민국 경기도 성남시 분당구 서현동에 있다. 2002년 12월 16일 성남시의 향토문화재 제5호로 지정되었다.

## 개요
조몽정(1535~1593)의 본관은 창녕, 자는 응길, 호는 경헌으로 호조 정랑을 지낸 언부의 아들이다. 조선 중기 사대부 묘역이면서 조선시대 관례로 종2품 이상 당상관에 한하여 건립이 제한된 신도비가 있어 문화재적 연구의 가치가 높다. 특히 신도비 비문은 좌참찬 오억령이 짓고, 전액은 당시 조선을 대표한 송설체의 서예가 남창 김현성과 전서체의 좌성 김상용의 문체로 제작되어 한국의 서예사 연구에 귀중한 자료로 평가된다.